# Kostolac (vas)
Kostolac (izvirno srbsko Костолац) je vas v Srbiji, ki upravno spada pod Občino Požarevac; slednja pa je del Braničevskega upravnega okraja.

## Demografija
V naselju, katerega izvirno (srbsko-cirilično) ime je Село Костолац, živi 1016 polnoletnih prebivalcev, pri čemer je njihova povprečna starost 39,6 let (38,9 pri moških in 40,3 pri ženskah). Naselje ima 378 gospodinjstev, pri čemer je povprečno število članov na gospodinjstvo 3,47.
To naselje je, glede na rezultate popisa iz leta 2002, v glavnem srbsko.
|  |

| Demografija | Demografija     | Demografija     |
| Leto        | Št. prebivalcev | Št. prebivalcev |
| ----------- | --------------- | --------------- |
|             |                 |                 |
|             |                 |                 |
|             |                 |                 |
|             |                 |                 |
| 1948        | 1583            |                 |
| 1953        | 1637            |                 |
| 1961        | 1852            |                 |
| 1971        | 802             |                 |
| 1981        | 1223            |                 |
| 1991        | 1049            | 1000            |
| 2002        | 1381            | 1313            |
|             |                 |                 |

| Etnična sestava po popisu iz leta 2002 | Etnična sestava po popisu iz leta 2002 | Etnična sestava po popisu iz leta 2002 | Etnična sestava po popisu iz leta 2002 | Etnična sestava po popisu iz leta 2002 |
| -------------------------------------- | -------------------------------------- | -------------------------------------- | -------------------------------------- | -------------------------------------- |
| Srbi                                   | Srbi                                   |                                        | 1.165                                  | 88,72%                                 |
| Romi                                   | Romi                                   |                                        | 136                                    | 10,35%                                 |
| Makedonci                              | Makedonci                              |                                        | 2                                      | 0,15%                                  |
| Romuni                                 | Romuni                                 |                                        | 1                                      | 0,07%                                  |
| Madžari                                | Madžari                                |                                        | 1                                      | 0,07%                                  |
| Vlahi                                  | Vlahi                                  |                                        | 1                                      | 0,07%                                  |
| Jugoslovani                            | Jugoslovani                            |                                        | 1                                      | 0,07%                                  |
| Neznano                                | Neznano                                |                                        | 5                                      | 0,38%                                  |